# Cosmozetes reticulatus
Cosmozetes reticulatus är en kvalsterart som först beskrevs av Balogh 1962.  Cosmozetes reticulatus ingår i släktet Cosmozetes och familjen Microzetidae. Inga underarter finns listade i Catalogue of Life.